# El Salamanquino
Julián Casas del Guijo, llamado el Salamanquino (Béjar, 16 de febrero de 1818-Béjar, 15 de agosto de 1882), fue un torero español.

## Biografía
Algunas biografías lo consideran erróneamente militar, confundiendo al padre, militar de carrera y retirado en Salamanca, con el hijo, que estaba destinado a cursar estudios de medicina en la Universidad de Salamanca. Hijo de una familia acomodada, su madre pertenecía a una familia de ricos industriales. Huérfano de padre en la adolescencia, el Salamanquino es animado a estudiar por su madre, que inútilmente lo matricula en la facultad de Medicina de la Universidad de Salamanca, pero él prefiere corretear por el campo y seguir a los ganaderos, con una temprana y decidida vocación por los ruedos. Cuando en 1835, a causa de una epidemia de cólera, murió su madre, se vio libre para seguir a un torero de segunda fila, Pedro Mulas, llamado "el Frágil". En 1839 todavía figuró en un cartel en Madrid como subalterno; posteriormente se incorporó a la cuadrilla de Cúchares y más adelante a la de Juan León ''Leoncillo''.
Tomó la alternativa, sin cesión de trastos, en 1847. Fue su padrino Manuel Díaz Cantoral, el Lavi, actuando de testigo Pedro Sánchez Noteveas. Inmediatamente se unió a Cúchares para obtener contratos y con él explotó su origen castellano en un momento en que eran los toreros andaluces los que dominaban el panorama taurino, ganándose así los favores del público madrileño y castellano.

## Estilo
El Salamanquino fue un torero apreciado por su honestidad. Su falta de dominio y sus errores se le perdonaban por aprecio de su toreo atlético. Deshaciéndose de las reglas establecidas fue poco a poco inventando un toreo muy personal. En 1852 alcanzó notables éxitos, sobre todo en Andalucía. También en América triunfó durante diez años en Perú. Se retiró en 1870, a su vuelta a España, dedicándose a partir de entonces a la cría de reses bravas.
Solo una vez volvió a torear, en 1878, con motivo de la boda de Alfonso XII con Mercedes de Orleans, en una corrida en la que el viejo matador, de sesenta años, no pudo estoquear. Para no dejar mal al torero, el animal fue devuelto al corral y el Salamanquino recibió una ovación.